# Золотослободский сельский совет (Козовский район)
Золотослободский сельский совет (укр. Золотослобідська сільська рада) — входит в состав
Козовского района
Тернопольской области
Украины.
Административный центр сельского совета находится в 
с. Золотая Слобода.

## Населённые пункты совета
- с. Золотая Слобода